# Kongresspartiet
Kongresspartiet, officiellt Indiska nationalkongressen (engelska: Indian National Congress), är Indiens äldsta politiska parti och grundades 1885. Efter Indiens självständighet från Storbritannien 1947 har partiet under många år suttit vid regeringsmakten. På senare år har dock det hindunationalistiska BJP blivit en allvarlig konkurrent om makten.
Kongresspartiet betraktas som ett sekulärt mittenparti, med socialistisk grundsyn. Partiet orienterade sig under kalla kriget mot Sovjetunionen och Indien blev ledande inom den så kallade Alliansfria staternas samarbetsorganisation.
Kongresspartiet gick segrande ur de allmänna valen till det indiska underhuset Lok Sabha i april-maj 2004.
Våren 2009 gick Kongresspartiet framåt och man erhöll hela 206 mandat i underhuset - partiets bästa resultat sedan 1991. Den valallians man deltog i väntades få drygt 250 mandat.

## Historia

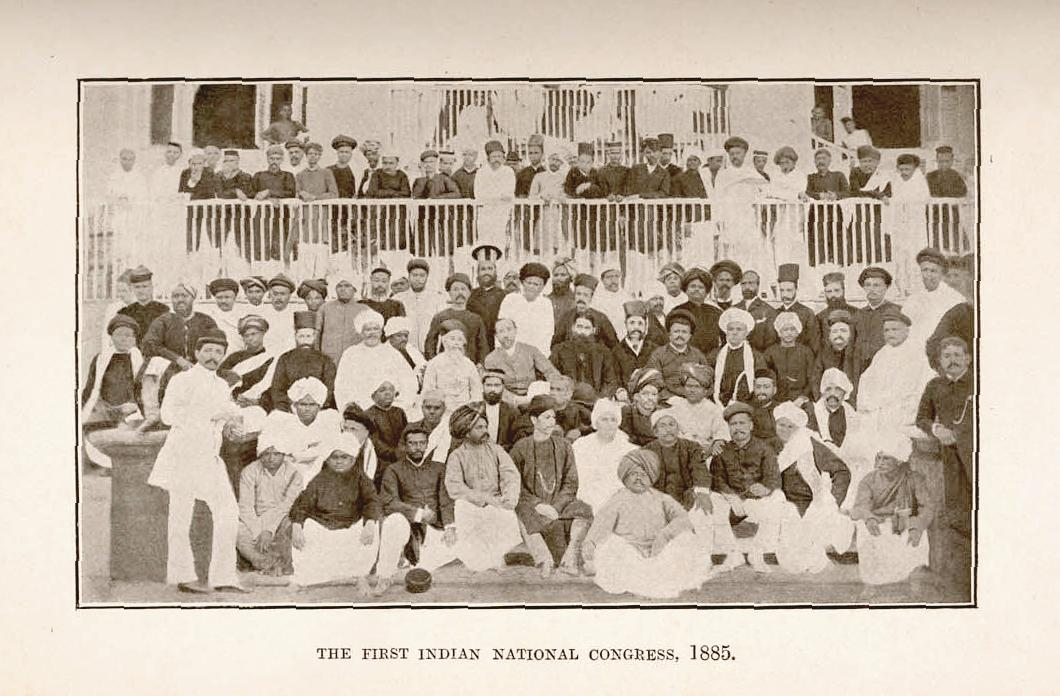
Delegater på första kongressmötet. Bombay 1885.

### Före självständigheten
Efter Sepoyupproret 1857 blev det etablerad brittisk politik i Indien att försöka skapa ett bättre samarbetsklimat mellan kolonialmakt och den indiska intelligentsian för att så fröet till en probrittisk utbildad samhällsklass som skulle anamma brittisk kultur och underlätta i regerandet av kolonin. I maj år 1885 föreslogs så ett första möte för Indiska nationalunionen (engelska: Indian National Union) som skulle bli ett forum för dialog där utvalda grupper av den inhemska befolkningen kunde uttrycka sina åsikter om politiken i landet. Främst av grundarna var den brittiske tjänstemannen Allan Octavian Hume och övriga var framstående indiska och brittiska medlemmar i det ockultistiska Teosofiska Samfundet. Namnet ändrades under sommaren 1885 till Indian National Congress som anspelning på den revolutionära Kontinentalkongressen som utropade Förenta staternas självständighet ett århundrade tidigare. Indiska nationalkongressens första sammanträde hölls 28-31 december 1885 i Bombay.
Ursprungligen strävade man efter rösträtt och utökade politiska rättigheter inom ett självstyrande Indien som del av Brittiska imperiet men intensivt och konstant motstånd från myndigheterna bidrog till att man med åren skiftade till kamp för full självständighet. 1907 splittrades nationalkongressen i två läger; Garam dal som förespråkade en mer kritisk inställning till kolonialmakten och Naram Dal som var mer moderata. Under ledning av Lokmanya Tilak och det radikala Garam dal blev organisationen en av de mest framstående grupperna i Indiens självständighetsrörelse. Under början av 1900-talet förvandlades INC från en organisation till för den intellektuella eliten till en folklig gräsrotsrörelse, särskilt genom Swadeshirörelsen som svar på den brittiska divide et impera-taktiken som orsakade 1905 års delning av Bengalen.
Med tiden ökade kraven från indierna, och svaret från britterna blev många gånger hårt och våldsamt, vilket i sin tur radikaliserade aktivisterna i INC.
Under mellankrigstiden uppstod en kamp mellan mera moderata krafter och socialister, och där vann socialisterna under ledning av Nehru. De indiska muslimerna fjärmade sig nu från INC av rädsla för att domineras av hinduer, en fruktan som utnyttjades och eldades på av britterna i syfte att försvaga självständighetsrörelsen. Denna utveckling bekräftades av de val som hölls 1946, där merparten av den muslimska befolkningen röstade på Muslim League och inte INC. Splittringen av partiet efter religiösa linjer underlättade att det självständiga Indien blev två separata stater; Indien och Pakistan.
Det mest bekanta inslaget i INC:s arbete under just mellankrigstiden var annars Mahatma Gandhis icke-våldsaktioner. Satyagraha eller ahimsa blev nu kända begrepp även i västvärlden.

### Historia efter 1947
Sedan tiden när Jawaharlal Nehru var partiets ledare och Indiens förste premiärminister har partiet nästan ständigt letts av en person tillhörig familjen Nehru-Gandhi. Efter Nehru kom Indira Gandhi, sedan Rajiv Gandhi, och nu också Rajiv Gandhis italienskfödda änka Sonia.
Kongresspartiet har råkat ut för en rad partisplittringar. Indira Gandhi saknade sin faders starka hand och politiska fingertoppskänsla för att driva partiorganisationen. Nehru hade byggt upp ett parti med starka regionala ledare på delstatsnivå, ledare som garanterat partiet valsegerar runt om i landet. Men Indira såg de regionala ledarna som potentiella konkurrenter, och försökte centralisera makten inom partiet till sig själv. Genom ett aktivt intrigerande försökte hon skapa sig ett nätverk inom partiet av lojalister, ända ner på distriktsnivå. Detta ledde till att partiorganisationen 1969 revolterande mot henne. Indira uteslöts för bristande disciplin och snabbt kom Kongresspartiet att delas i två, Indian National Congress (Organization) som utgjorde den officiella partiorganisationen och Indian National Congress (Indira) (denna falang kallades inledningsvis (INC (Requisition)) som bildats av Indira och hennes lojalister. Egentligen var det Indiras falang som var utbrytarna, men eftersom Indira var premiärminister (och således en mäktig person inom den statliga byråkratin) blev hennes falang erkänd som det riktiga Kongresspartiet hos valkommissionen. Det parti vi idag kallar Kongresspartiet är formellt sett Congress (I), och än idag används då och då Congress (I) som namn för partiet.
Mellan de två falangerna fanns också ideologiska skillnader. Indira Gandhis politik för att vinna massornas stöd var en populism byggd på dels personkult, dels nehruviansk socialism. Indira Gandhi försökte i början av sin period som premiärminister genomdriva vissa radikala reformer under mottot Garibi Hatao (Bort med fattigdomen), något som irriterade de mäktiga regionala ledarna inom partiet. Indiras regering var dessutom tydligt orienterad mot Sovjetunionen. INC(O) lett av Morarji Desai representerade å sin sida borgerliga intressen, och var för ett närmande mot USA. 
Sedan Indira Gandhi på 1970-talet utlyst undantagstillstånd i Indien och begränsat de medborgerliga friheterna ökade oppositionen avsevärt både inom och utom partiet. De som förblev lojala mot Indira Gandhi blev kvar i "Kongress (I)", det vill säga "Kongresspartiet, Indirafraktionen". Denna period blev historisk, såtillvida att Kongresspartiet i 1977 års val för första gången förlorade regeringsmakten.
Mot slutet av 1990-talet bildades utbrytaren Nationalist Congress Party i protest mot att Sonia Gandhi, trots att hon var född i Italien, skulle få leda partiet. Utbrytarpartiet erövrade i valet 2004 totalt 9 mandat i Lok Sabha, och har nu orienterat sig från BJP för att under perioden från 2004, det fjortonde lok sabha, stödja en kongressregering.